# Distrito de Maloja
El distrito de Maloja (en alemán Bezirk Maloja, en italiano Distretto di Maloggia, en romanche District da Malögia) era uno de los once distritos del Cantón de los Grisones en el valle de la Engadina. Era el quinto distrito más poblado del cantón (18.384 hab. en 2008) y el tercero más grande (973,61 kilómetros). El 1 de enero de 2017 fue sustituido por la región de Maloja.

## Comunas por círculo
| Círculo de Bregaglia | Círculo de Bregaglia   | Círculo de Bregaglia |
| Comunas              | Población (31.12.2014) | Superficie km²       |
| -------------------- | ---------------------- | -------------------- |
| Bregaglia            | 1543                   | 28,28                |
| Total                | 1543                   | 251,45               |

| Círculo de Oberengadin/Engiadin'Ota | Círculo de Oberengadin/Engiadin'Ota | Círculo de Oberengadin/Engiadin'Ota |
| Comunas                             | Población (31.12.2014)              | Superficie km²                      |
| ----------------------------------- | ----------------------------------- | ----------------------------------- |
| Bever                               | 620                                 | 45,75                               |
| Celerina/Schlarigna                 | 1504                                | 24,02                               |
| La Punt Chamues-ch                  | 752                                 | 63,27                               |
| Madulain                            | 232                                 | 16,28                               |
| Pontresina                          | 2161                                | 118,19                              |
| Sankt Moritz                        | 5233                                | 28,69                               |
| Samedan                             | 3014                                | 113,80                              |
| S-chanf                             | 715                                 | 138,03                              |
| Sils im Engadin/Segl                | 768                                 | 63,57                               |
| Silvaplana                          | 1067                                | 44,77                               |
| Zuoz                                | 1244                                | 65,79                               |
| Total                               | 16.782                              | 722,16                              |

## Cambios desde 2000

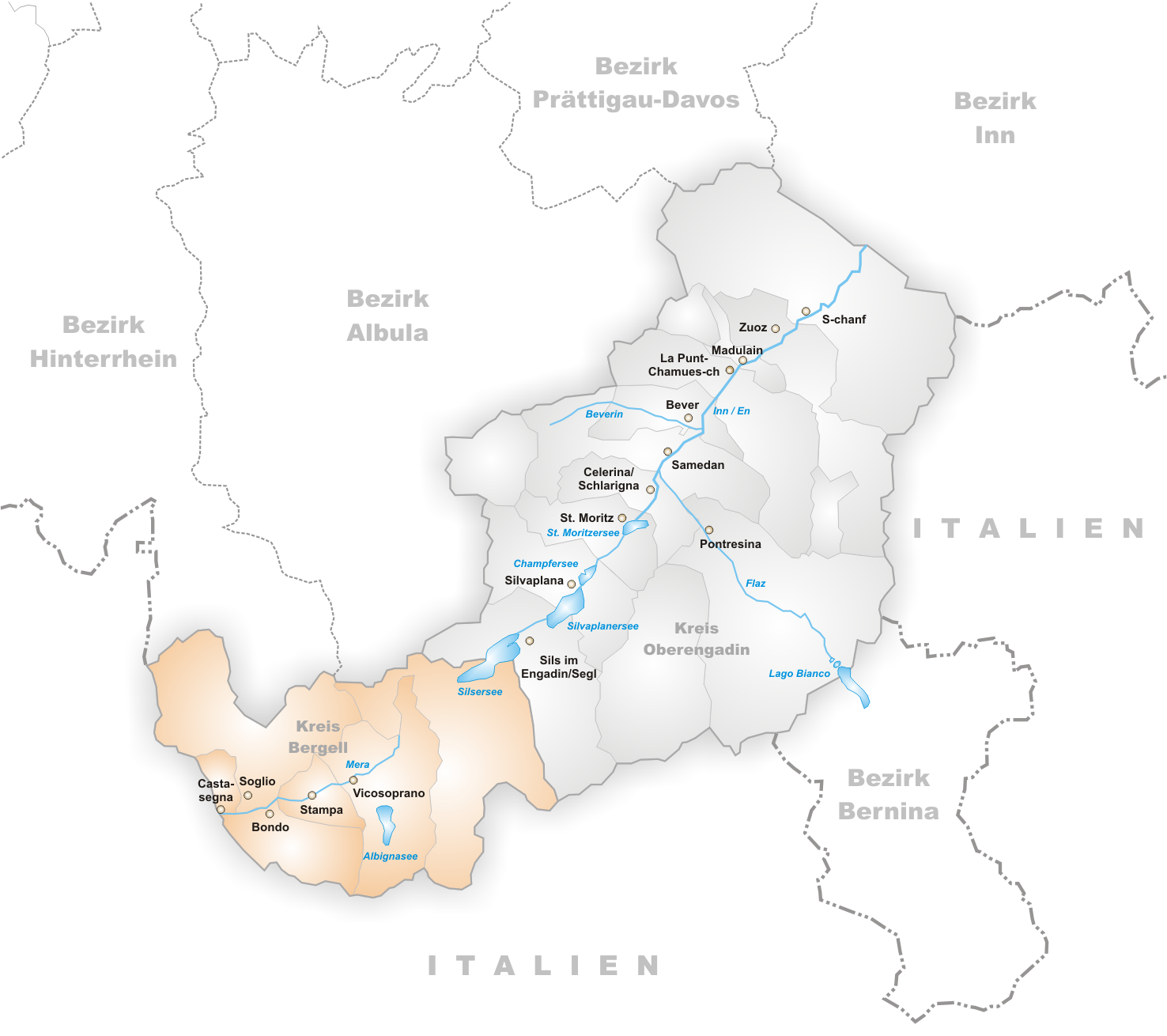
Comunas hasta el 2009

### Fusiones
- 2010: Bondo, Castasegna, Soglio, Stampa y Vicosoprano --> Bregaglia